# Ry Højskole
Ry Højskole er en almen grundtvigsk højskole grundlagt i 1892. Skolen tilbyder korte kurser, primært om sommeren, og har ellers lange kurser efterår og forår. Fagene der udbydes er bl.a. Teater og drama; Musik; Friluftsliv; Journalistik og Skriveværksted, Horisont og Kunst og form.

## Rammer
Ry Højskole ligger i stationsbyen Ry imellem Silkeborg og Skanderborg tæt ved Gudenåen. Højskolen er centralt beliggende ved Ry station, butikker og biograf. Byen ligger midt i Søhøjlandet og tæt på Himmelbjerget. Naturen omkring højskolen er derfor ideelt til friluftsliv, mountainbike, kano og kajak. Den såkaldte Øvelsessal eller ”Forsamlingshuset” er skolens ældste bygning og blev bygget i 1883. Tårnet, der blev bygget i 1900, er Ry højskoles mest karakteristiske bygning. Tårnet rummer elevværelser, og fra toppen er der udsigt over Gudenåen og Ry by.
I 1940’erne købte højskolen en række huse ud mod Klostervej med front mod stationen. Nærmest hovedbygningen ligger Bakkehuset og Folkevang, der har været håndværkerskole og teknisk skole, i dag rummer de elevværelser og keramikværksted. ”Brugsen”, der er fra 1898, var Strunges papir- og boghandel og senere i 1915 brugsforening. I dag bliver bygningen brugt til lærerværelse, kontor, billedkunstlokaler og værelser. I 1967 opførte højskolen to nye elevhuse i parken ned mod Gudenåen – ”Underhuset” og ”Overhuset”. Hvor ”Svalegangen” blev tilbygget i 1998. I 1977 og 1983 blev de sidste to bygninger, Spisesalen og Teatersalen, opført.
Teatersalen bliver brugt af teaterholdet til undervisning og forestillinger. I den syvkantede teatersal er der plads til 150 tilskuere. Den udendørs amfiscene ligger mellem den nye teatersal og skolens gamle bygninger. Ved Gudenåen mellem bøgetræerne finder man badebroer, svedehytte, shelter og bålpladser. Skolen rummer mange små kroge, snørklede gange og store fællesarealer. Den skiftende arkitektur rummer over 120 års historie og beskriver den vedvarende udvikling Ry højskole gennemgår.

## Værdigrundlag og Historie
Ry Højskole hører til blandt de oprindelige højskoler i Danmark, som opstod i tiden efter 1864. Den blev grundlagt i 1892, i tiden under Estrups regeringer, af præst, forfatter og senere medstifter af det radikale venstre, Helge Hostrup. Højskolen er bygget op omkring det tidligere forsamlinghus i Ry. Helge Hostrup var søn af digter, forfatter og præst Jens Christian Hostrup. De tre første forstandere, Helge Hostrup, Rasmus Bording og Johannes Terkelsen ledede tilsammen højskolen i 64 år, hvilket er over halvdelen af højskolens levetid.
Idégrundlaget bag højskolen er grundtvigiansk. I højskolens værdigrundlag hedder det blandt andet:
"Vi anerkender at viden skabes og tilegnes med hoved, krop og hjerte. Hver især rummer de sanselige, de refleksive og de poetiske vidensformer vigtige adgange til forståelse af såvel menneskelivet, som den natur, kultur og historie, vi er en del af."

### Forstandere
- Helge Hostrup 1892-1907
- Rasmus Bording 1907-1928
- Johannes Terkelsen 1928-1956
- Asbjørn Mandøe 1956-1971
- Arne Ørtved 1971-1976
- Niels Højlund 1976-1988
- Klavs Birkholm 1988-1989
- Jens Bonderup 1989-2000[1]
- Henrik Kidmose 2000-2004
- Svend Thorhauge 2004-2008
- Ole Toftdahl 2008-2022[2]
- Stefan Kvamm 2022-

## Eleven
En typisk uge på Ry Højskole består af adskillige forskellige aktiviteter og arrangementer. Vinterhalvårets ugeplan indebærer eksempelvis følgende: I tidsrummet 8:00-16:00 bruger eleverne kræfter på hoved- og valgfag, mens den resterende dag står på lærer- eller elevarrangerede aktiviteter. Hver onsdag er der højskoleaften med foredrag, koncerter eller lignende. Mandag og onsdag formiddag afholdes udvalgs- og husgruppemøder, og eleverne tager del i fællesrengøring på hele skolen. Torsdag bruges på workshops på tværs af højskolens fag, mens der hver fredag morgen er fællestimer. Weekenden planlægges af skolens husgrupper eller Kulturudvalget. Endvidere startes hver dag fra mandag til fredag med morgensamling med fællessang og elev- eller læreroplæg.
Elevholdene på Ry Højskole består på de større hold typisk af unge mennesker i aldersgruppen 18-25 år. Nogle er i arbejde eller under uddannelse og vælger at bruge et ophold som såkaldt pitstop, mens andre befinder sig mellem en afsluttet ungdomsuddannelse og forestående start på videregående uddannelse. Derudover huser skolen internationale elever fra verden over.
Skolens elever bliver fordelt på 6 bosteder: Folkevang, Brugsen, Svalegangen, Underhuset, Overhuset og Blå Gang. Hvert bosted har plads til mellem 10 og 21 elever, som enten bor på tremands-, dobbelt- eller eneværelse.
Bag en stor del af højskolens daglige virke står elevudvalg, som fungerer demokratisk. Udvalgene står hovedsageligt for aktiviteter og arrangementer samt evaluering og diskussion af livet på skolen.